# 輪島市立大屋小学校
輪島市立大屋小学校（わじましりつ おおやしょうがっこう）は石川県輪島市小伊勢町にある公立小学校。

## 概要
本校は、輪島市街の南西側に位置している。147年の歴史がある。
本校では、教育目標として確かな学びと豊かな心をもつ児童の育成（みがく　かかわる　未来をひらく）を掲げている。
2020年度に本校の6年生が新型コロナウイルス感染症の医療現場で働く看護師に贈った応援メッセージと千羽鶴が、県看護協会（金沢市）の広報誌「ナースのＷａ」の表紙を飾った。

## 沿革
- 1874年3月2日 - 小伊勢小学校創立(小伊勢・水守・稲屋・二ツ屋・宅田・山岸)[1]
- 1875年9月1日 - 山本小学校創立（山本・房田・長井・稲屋・中田）[1]
- 1876年12月1日 - 宅田小学校創立（宅田・二ツ屋・山岸）[1]
- 1879年12月10日 - 小伊勢尋常小学校校舎新築（小伊勢村上畠田16）[1]
- 1891年4月1日 - 小伊勢尋常小学校へ掘・釜谷谷を加える[1]
- 1897年4月1日 - 三校合併し､東大屋尋常小学校となる[1]
- 1908年12月4日 - 小伊勢尋常小学校と改名する[1]
- 1918年4月1日 - 大屋尋常高等小学校となる[1]
- 1935年1月25日 - 体育館新築落成[1]
- 1947年4月1日 - 大屋村立大屋小学校と改称[1]
- 1954年4月1日 - 町村合併により、輪島市立大屋小学校となる[1]
- 1982年2月5日 - 体育館改築落成[1]
- 1983年3月4日 - 校舎改築落成[1]
- 1989年4月1日 - 日本型食生活保護事業体験農園設置校となる[1]
- 1990年4月1日 - 気勝平町が通学区域となる[1]
- 1997年4月1日 - ニ勢町が通学区域となる[1]
- 1999年4月1日 - 滝又小学校が大屋小学校に統廃合される[1]
- 2006年4月1日 - 二俣小学校が大屋小学校に統廃合される[1]
- 2024年
  - 1月9日 - 1日夕方に発生した令和6年能登半島地震により、行われる予定だった3学期始業式が延期。
  - 2月6日 - 本校を含む市内7小中学校で、輪島高等学校を受け入れ先とする形で、授業再開[3]。

## 通学区域
小伊勢町、稲屋町、長井町、房田町、山本町、中段町、水守町、二勢町、気勝平町、別所谷町、滝又町、空熊町(菅野を除く。)、下黒川町、上黒川町、二俣町、縄又町

## 進学先中学校
卒業生は基本的に輪島中学校へ進学する。